# Ian Shaw (égyptologue)
Pour les articles homonymes, voir Ian Shaw et Shaw.
Ian Shaw, né en 1961, est un égyptologue britannique qui enseigne l'archéologie de l'Égypte antique à l'Université de Liverpool.
Il a surtout travaillé à Tell el-Amarna, mais récemment, il participe à plusieurs fouilles sur des sites de différentes époques de l'Égypte antique.
Il traduit en anglais le livre de Nicolas Grimal.

## Publications
- Ideal Homes in Ancient Egypt: the Archaeology of Social Aspiration, Cambridge Archaeological Journal, Cambridge, 1992 ;
- Dictionary of Ancient Egypt, Harry N Abrams Inc, 1995,  (ISBN 0810932253) ;
- Dictionary of Archaeology, Edts Robert Jameson, Blackwell Publishers, 2002,  (ISBN 0631235833) ;
- Exploring Ancient Egypt, Oxford University Press, 2003,  (ISBN 019511678X) ;
- Ancient Egypt: A Very Short Introduction, Oxford University Press, 2004,  (ISBN 0192854194) ;
- History of Ancient Egypt, Oxford University Press, New edition, 2004,  (ISBN 0192804588).